# Plocoglottis lancifolia
Plocoglottis lancifolia är en orkidéart som beskrevs av Johannes Jacobus Smith. Plocoglottis lancifolia ingår i släktet Plocoglottis och familjen orkidéer. Inga underarter finns listade i Catalogue of Life.